# Smiliornis penetrans
Smiliornis penetrans — вид вимерлих птахів незрозумілого систематичного положення, який іноді відносять до ряду Журавлеподібні (Gruiformes). В межах ряду відносять до родини Idiornithidae або Фороракосові (Phorusrhacidae). Мешкав у ранньому олігоцені. Скам'янілі рештки знайдені у пластах формації Ріо-Десеадо на півдні Аргентини та являють собою рештки коракоїда.